# Cylindropsyllus remanei
Cylindropsyllus remanei är en kräftdjursart som först beskrevs av Kunz 1949. Enligt Catalogue of Life ingår Cylindropsyllus remanei i släktet Cylindropsyllus och familjen Cylindropsyllidae, men enligt Dyntaxa är tillhörigheten istället släktet Cylindropsyllus och familjen Canthocamptidae. Arten har ej påträffats i Sverige. Inga underarter finns listade i Catalogue of Life.